# Sturgis (Canada)
Sturgis is een plaats (town) in de Canadese provincie Saskatchewan en telt 627 inwoners (2001).